# Пољубац (Ајез)
Пољубац (италијански: Il bacio) је слика италијанског уметника Франческа Ајеза из 1859. године. Вероватно његово најпознатије дело, слика преноси главне карактеристике италијанског романтизма и представља дух Рисорђимента. Наручио га је Алфонсо Мариа Висцонти ди Салицето, који га је поклонио Пинакотеци Брера након његове смрти.

## Историјски контекст
Након пораза Наполеонове Француске у 19. веку, Бечки конгрес је одржан 1815. године како би се прецртала мапа Европе. Италија је имала веома маргиналну улогу у поређењу са другим европским земљама и била је предвиђена да буде подељена на неколико држава. Сваком државом су директно или снажно утицали Хабзбурговци Аустријског царства. Та фрагментација је ишла против растућег националистичког расположења за италијанским уједињењем и изазвала је стварање тајних друштава са демократским и радикалним оријентацијама, као што су Карбонерија и Млада Италија. Иако та удружења нису била успешна, њихова улога је била фундаментална у обликовању јавног мњења.
Први рат за италијанску независност (1848) био је неуспех, али је до 1859. године тајни споразум између Наполеона III Бонапарте  и Камила Бенса, грофа од Кавура, предвиђао формирање антиаустријског савеза. Допринос Француске сматран је кључним јер су аустријске војске поражене од савеза у Краљевини Ломбардија-Венецијиа. Та победа је покренула процес уједињења, а Краљевина Италија је проглашена неколико година касније, 1861. године.
Управо у том периоду је Франческо Ајез насликао Пољубац. Свестан крваве репресије националистичког покрета, Хајез је одлучио да прикрије идеале завере и борбе против освајача приказивањем прошлих догађаја. Употреба двосмислених, непрозирних метафора омогућила је уметнику да избегне цензуру власти.

## Историја
Прву верзију Пољупца наручио је гроф Алфонсо Марија Висконти од Саличета. Хајез, који је био веома познат међу миланским патриотама, добио је од грофа захтев да прикаже наде повезане са савезом између Француске и Краљевине Пијемонт-Сардиније.
Уметничко дело је настало 1859. године и представљено је у Пинакотеци Брера 9. септембра. Више од 25 година је висио као украс у луксузној резиденцији породице Висконти. Тек 1886. године, годину дана пре смрти, гроф је поклонио платно Пинакотеци Брера, где је и данас изложено, у соби XXXVII.
Иако је уљана верзија најпознатија, Хајез је насликао још две верзије слике, једну у уљу и једну у акварелу. Друга верзија је насликана 1861. године за породицу Милијус и послата је у Париз да би била изложена на Светској изложби 1867. године. Године 2008, та верзија је продата у Сотбису за 780.450 фунти. Разлика између друге слике и претходне је у томе што је женска хаљина обојена у бело. Трећа верзија је једина која је приказана акварелом на папиру. Насликана 1859. године, има овални облик, а Хајез ју је поклонио Каролини Цуки. Сада је изложена у Пинакотеци Амброзиана у Милану.
Последња слика се разликује од оригинала по додатку беле тканине која лежи на степеницама поред пара и по јарко зеленој боји која се користи за мушки плашт.

## Опис
Слика представља пар из средњег века који се грле док се љубе. То је један од најстраственијих и најинтензивнијих приказа пољупца у историји западне уметности. Жена се нагиње уназад док мушкарац савија леву ногу како би је подржао и истовремено ставља стопало на степеницу поред себе као да је спреман да крене сваког тренутка. Пар, иако у центру слике, није препознатљив, јер је Хајез желео да радња љубљења буде у центру композиције. У левом делу платна, сенковити облици вребају у углу како би створили утисак завере и опасности.

## Састав
Геометријска и перспективна шема слике постављена је на низу дијагонала које прате ток степеница и конвергирају ка тачки нестајања, смештеној лево од двоје љубавника. Линије представљају оквир слике и скрећу пажњу посматрача на пар.
Хроматизам слике наслеђен је из ренесансних школа венецијанских мајстора, где је Хајез спровео своје прве студије. Смеђа боја огртача и црвена боја дечакових хулахопки хармонично се стапају са светлоплавом бојом у хаљини девојчице, а неутралне нијансе позадине помажу пару да се истакне. Светлост, која долази из спољашњег извора постављеног лево од слике, хомогено погађа целу сцену: њени одсјаји истичу свиленкасту хаљину девојке и наглашавају тротоар и цигле на зиду.

## Тумачење
Слика се сматра симболом италијанског романтизма који обухвата многе карактеристике. На површнијем нивоу, слика је приказ страственог пољупца, који се ставља у складу са принципима романтизма. Стога, наглашава дубока осећања, а не рационално размишљање, и представља реинтерпретацију и преиспитивање средњег века у патриотском и носталгичном тону. Неки историчари уметности такође сугеришу да је једно од политичких значења које слика може носити то да млади италијански војник одлази да се бори за Италију против Аустрије и опрашта се од своје вољене љубећи је последњи пут.
На дубљем нивоу, слика симболизује романтичне, националистичке и патриотске идеале италијанског уједињења, тумачење које потврђује неколико иконографских елемената.
Скори растанак између љубавника сугерише мушкарчево стопало које привремено одмара на степенику и чврст стисак којим га држи његова вољена. То представља нужност да он мора да оде и показује опасност од тога да буде патриота. Остали елементи су бодеж сакривен у плашту, знак предстојеће побуне против хабзбуршког освајача и датум слике (1859. година, Други рат за уједињење Италије). Међутим, најочигледнија алегорија на слици је њен хроматски распон, који сумира политичке промене које су захватиле Италију у 19. веку. У верзији Брера, плава боја женске хаљине и јарко црвена боја хулахопки младића алудирају на боје француске заставе.
Хајез је намеравао да ода почаст Француској, која је сада била савезница Италије. У три наредне верзије алегоријско-патриотске конотације постале су још очигледније: у верзији из 1861. године, хаљина девојке је попримила неутралну белу нијансу, као почаст проглашењу Краљевине Италије. У четвртој верзији, Италија се уместо тога манифестује у одећи човека, који сада носи зелени плашт који симболизује италијанску заставу.

## Наслеђе
Пољубац је уживао велику популарност од самог излагања надаље, посебно у Италији, и био је предмет многих коментара. Двадесетих година прошлог века, уметнички директор компаније Перуђина, једног од водећих италијанских произвођача чоколаде, ревидирао је слику и креирао типичну плаву кутију популарних чоколада „Бачи“ са сликом двоје љубавника. Године 1954, велики италијански редитељ Лукино Висконти је инспирацију из слике црпео за једну од водећих сцена свог ремек-дела, филма Senso.